# Zelina Breška
Zelina Breška – wieś w Chorwacji, w żupanii zagrzebskiej, w mieście Ivanić-Grad. W 2011 roku liczyła 99 mieszkańców.